# Radovanita
|  | No s'ha de confondre amb Rakovanita. |

La radovanita és un mineral de la classe dels fosfats. Rep el nom en honor de Radovan Cerny (1957), eminent cristal·lògrafde la Universitat de Ginebra, a Suïssa.

## Característiques
La radovanita és un arsenat de fórmula química Cu₂Fe3+(AsO₄)(HAs3+O₃)₂·H₂O. Va ser aprovada com a espècie vàlida per l'Associació Mineralògica Internacional l'any 2000. Cristal·litza en el sistema ortoròmbic.
Segons la classificació de Nickel-Strunz, la radovanita pertany a «08.CB - Fosfats sense anions addicionals, amb H₂O, només amb cations de mida mitjana, RO₄:H₂O = 1:1» juntament amb els següents minerals: serrabrancaïta, hureaulita, sainfeldita, vil·lyael·lenita, nyholmita, miguelromeroïta, fluckita, krautita, cobaltkoritnigita, koritnigita, yvonita, geminita, schubnelita, kazakhstanita, kolovratita, irhtemita i burgessita.

## Formació i jaciments
Va ser descoberta a les mines de Roua, situades als municipis de Daluèis i Guilherme, als Alps Marítims (Provença – Alps – Costa Blava, França). Es tracta de l'únic indret de tot el planeta on ha estat descrita aquesta espècie mineral.